# 法蘭西絲卡·金斯基
法蘭西絲卡·金斯基（德語：Franziska Kinsky，1813年8月8日—1881年2月5日），列支敦斯登親王妃，金斯基家族的成員。

## 家庭
1831年，法蘭西絲卡和列支敦斯登親王約翰一世·約瑟夫的長子阿洛伊斯結婚，兩人共有2子8女：
1. 瑪麗（1834年—1909年）
2. 卡羅琳娜（1836年—1885年）
3. 索菲（英语：Princess Sophie of Liechtenstein）（1837年—1899年）
4. 阿洛伊希亞（1838年—1920年）
5. 伊達（1839年—1921年）
6. 約翰二世（1840年—1929年）
7. 亨麗埃特（1843年—1931年）
8. 安娜（1846年—1924年）
9. 特蕾莎（英语：Princess Theresa of Liechtenstein）（1850年—1938年）
10. 法蘭茲一世（1853年—1938年）